# Pincio
El Pincio (del llatí Mons Pincius) és un turó de Roma, al nord del Quirinal, que domina el Camp de Mart. Situat fora del pomoerium o recinte sagrat de la Roma antiga, no forma part dels tradicionals set turons de Roma, tot i que fou inclòs a l'interior de la muralla d'Aurelià construïda entre els anys 270 i 273, de la qual encara es conserva l'anomenada Porta Pinciana.
Al final del període republicà, moltes famílies importants hi tenien vil·les i jardins (els anomenats horti), com ara els Horti Lucullani (de Lucul·le), els Horti Sallustiani (de Sal·lusti), els Horti Pompeiani (de Pompeu) i els Horti Aciliorum (de la família dels Acilis), cosa que explica que antigament en diguessin el Collis Hortulorum, el 'turó dels jardins'. El nom modern prové del nomen d'una de les famílies que el van ocupar al segle iv aC, els Pincis.
Encara avui dia l'indret és ocupat per un bon nombre de vil·les modernes i jardins, com ara la Galeria Borghese, envoltada pels jardins de la Vil·la Borghese, i la Vil·la Mèdici. També al Pincio s'alça l'església de la Trinità dei Monti, situada dalt l'escalinata de la Piazza di Spagna.
El Piazzale Napoleone, dalt de tot del turó, ofereix una bona vista sobre la Piazza del Popolo, amb la qual està connectada mitjançant tot d'escales, i una panoràmica sobre tota la ciutat.